# Joseph Marrero
Joseph Yamil Marrero García (San Juan, 19 de abril de 1993) es un futbolista puertorriqueño que juega como delantero en el club Puerto Rico FC y en la Selección de fútbol de Puerto Rico. Comenzó su carrera en el año 2011.

## Carrera
Hizo su debut deportivo en 2011 en el club Guayama FC más tarde fue traspasado a clubes como Puerto Rico Islanders, Academia Quintana, Kultsu FC de Finlandia, Criollos de Caguas FC y el Puerto Rico FC.

## Clubes
| Club                  | Años            |
| --------------------- | --------------- |
| Guayama FC            | 2011            |
| Puerto Rico Islanders | 2012            |
| Academia Quintana     | 2013            |
| Kultsu FC             | 2014            |
| Criollos de Caguas FC | 2015            |
| Puerto Rico FC        | 2016 - presente |

## Carrera internacional
Después de unos meses de haber hecho su debut es convocado por la selección de Puerto Rico para la Clasificación Mundial de 2014 en su debut vencen 4:0 a Santa Lucia en la vuelta marca su primer tanto con Puerto Rico donde ganan 3:0 a su anterior rival Santa Lucia más tarde en la Copa del Caribe de 2012 marca tres tanto uno en la victoria 1:0 a Bermudas y dos en el empate 2:2 con Curazao. después participó en la Copa del Caribe de 2014 y en la de 2016 donde llegan a fase final.

## Participación en torneos internacionales
| Torneo                  | Resultado       | Goles |
| ----------------------- | --------------- | ----- |
| Copa del Caribe de 2012 | Segunda Ronda   | 3     |
| Copa del Caribe de 2014 | Fase preliminar | 0     |
| Copa del Caribe de 2016 | Fase Final      | 0     |